# Volo SCAT Airlines 760
Il volo SCAT Airlines 760 è stato un collegamento passeggeri di linea interno da Kökşetaw ad Almaty, in Kazakistan. Il 29 gennaio 2013, un Bombardier CRJ-200LR operante il volo precipitò nella fitta nebbia vicino al villaggio di Kyzyltu, durante l'avvicinamento ad Almaty. Persero la vita tutti i 16 passeggeri e i 5 membri dell'equipaggio a bordo.

## L'aereo
Il velivolo coinvolto era un Bombardier CRJ-200LR, marche UP-CJ006, numero di serie 7413. Venne consegnato a Cimber Air l'11 giugno 2000 e ceduto a SCAT Airlines il 20 settembre 2012. Era spinto da 2 motori turboventola General Electric CF34-3B1. Al momento dell'incidente, l'aereo aveva poco meno di 13 anni e aveva accumulato 25 707 ore di volo in 22 975 cicli di decollo-atterraggio.

## L'incidente
Alle 13:13 ora locale (07:13 UTC), il Bombardier era in fase finale di avvicinamento all'aeroporto di Almaty nella fitta nebbia, quando si schiantò a 5 chilometri di distanza dalla pista, vicino al villaggio di Kyzyltu, 14 secondi dopo aver iniziato una riattaccata. Tutti i 16 passeggeri e 5 membri dell'equipaggio a bordo rimasero uccisi nell'impatto.

## Le indagini
Poco dopo l'incidente, una commissione guidata da Bakytzhan Sagintayev, vice primo ministro del Kazakistan, venne istituita dal primo ministro Serik Akhmetov per indagare sulle cause dell'incidente. Maulen Mukashev, il vice sindaco di Almaty, visitò il luogo dell'incidente e disse ai giornalisti che la causa preliminare dell'incidente era il maltempo. Mukashev aggiunse anche che non una singola parte dell'aereo era rimasta intatta dopo lo schianto.
Il 2 marzo 2015, l'Interstate Aviation Committee (MAK) pubblicò il rapporto finale sull'accaduto. Affermò che durante la procedura di mancato avvicinamento, iniziata a causa di condizioni meteorologiche al di sotto del minimo accettabile per un atterraggio, era stato registrato un movimento improvviso dello stabilizzatore, con conseguente picchiata e impatto con il suolo. L'indagine non fu in grado di determinare la causa del movimento dello stabilizzatore e non trovò prove di alcun malfunzionamento del sistema o di fattori esterni.